# Gourdon-Murat
Gourdon-Murat este o comună în departamentul Corrèze din centrul Franței. În 2009 avea o populație de 118 de locuitori.

## Evoluția populației
| An        | 1975 | 1982 | 1990 | 1999 | 2006 | 2009 |
| --------- | ---- | ---- | ---- | ---- | ---- | ---- |
| Populație | 179  | 150  | 127  | 108  | 117  | 118  |